# 海がきこえる
『海がきこえる』（うみがきこえる）は、氷室冴子による日本の小説。また、それを原作として1993年にスタジオジブリが制作したアニメーション作品、及び1995年にテレビ朝日系列で放映されたテレビドラマ。
本項では続編となる小説『海がきこえるII〜アイがあるから〜』（うみがきこえるII あいがあるから）についても述べる。

## 概要
氷室冴子による小説で、徳間書店のアニメ雑誌『月刊アニメージュ』に23回（1990年2月号 - 1992年1月号）にわたって連載され、のちに単行本として出版された。
高知を舞台に、地元の男子高校生と東京から転校してきた女子高校生がたどる青春の軌跡を描き、スタジオジブリの映画「魔女の宅急便」のキャラクターデザイナー・作画監督であった近藤勝也が挿絵を担当したことも話題となって若い世代を中心にじわじわと人気を集めた。雑誌連載で用いられた挿絵は氷室の構想メモをもとに近藤勝也が描いたもので、氷室自身も近藤の挿絵に触発された。そのため、懐かしさやノスタルジーを感じさせる独特の雰囲気のある作品ができたのだという。
アニメ誌に連載されたきっかけは、当時の『アニメージュ』編集部が「アニメ絡みでない、メジャーな作家の作品を載せたい」と考えたことだった。徳間書店の編集者だった三ツ木早苗は、上司だった鈴木敏夫にけしかけられ、ミリオンセラーを連発していた当代の人気作家・氷室冴子に本を書かせてその原作を元にジブリで映像化することを目論んだ。
当時の氷室はほぼ集英社の専属状態で、少女向け文庫レーベル・コバルト文庫の第一人者だったため、そこに食い込むのは至難の業だったが、三ツ木はジブリを餌にそれを実現した。ジブリの『魔女の宅急便』の試写会の際に「この映画と同じようなエンディングの作品を書きたい」と氷室が感想を述べた時に、連載がほぼ決定づけられた。
作品の舞台が高知になったのは、当時、高知の図書館司書たちと交流を持っていて何度か訪れていた氷室が、そこを舞台にした小説を書きたいと考えたため。当初はイラストでストーリーを綴って行こうという話もあり、三ツ木が『魔女の宅急便』でキャラクターデザインを手掛けたアニメーターの近藤勝也に挿絵のオファーを出した。すると氷室の名前を知っていて挿絵にも興味があった近藤がその話を承諾して担当することになった。連載中の近藤の描いた絵とのやり取りによって、氷室の作品に対する世界観は増幅されていった。
挿絵執筆前には高知でロケハンが行われ、近藤は三ツ木が事前に調べた場所やタクシーの運転手から聞いた場所を片っ端から撮影していったと語っている。
作中の土佐弁は、氷室が標準語で書いたものを地元の人間に一度きちんとした土佐弁にしてもらった後、それをまた高知以外の人にも通じるように氷室が直したため、正確な土佐弁ではない。またアニメもそれに準じている。
1993年に単行本化された。その際、作者により一部エピソードが省かれるなどの編集が加えられたため、連載時とは異なる構成となっている。同年、挿絵担当の近藤によるキャラクターデザインでスタジオジブリによるテレビアニメが制作された。

## 続編
1995年、続編として『海がきこえるII〜アイがあるから〜』が書き下ろし単行本として出版された。引き続き、近藤勝也が挿絵を担当している。同年、武田真治主演で主に同作品をベースにしたテレビドラマが制作された。
1999年には『海がきこえる』『海がきこえるII〜アイがあるから〜』が共に文庫本化（徳間文庫）された。文庫版の解説はそれぞれ『海がきこえる』を社会学者宮台真司が、『海がきこえるII〜アイがあるから〜』をテレビドラマの脚本家岡田惠和が担当している。

## あらすじ

### 海がきこえる
高知の高校を卒業した杜崎拓は、東京の大学に進学した。一人暮らしを始めた矢先、同郷の友人から高知大学に進学したと思っていた武藤里伽子が実際には東京の大学に通っているという話を聞く。荷物の中から見つけた里伽子の写真を見ているうちに、拓の思いは自然と2年前の高校2年の夏の日へと戻っていった。家庭の事情で東京から転校してきた里伽子。彼女は、親友・松野が片思いしている相手という、ただそれだけの存在のはずだった。その年のハワイへの修学旅行までは。

### 海がきこえるII〜アイがあるから〜
大学1年の夏、杜崎拓は故郷の高知に帰省した。その夜開かれたクラス会には思いがけないことにあの武藤里伽子も出席していた。親友・松野と里伽子のわだかまりも解け、気分よく東京に戻った拓の部屋に、年上の女性、津村知沙が入り込み泥酔して寝ていた。不倫の恋に傷ついた知沙、離婚した父とその再婚相手との間で傷つく里伽子。2人の女性に翻弄されながら、拓は東京で初めての冬を迎える。

## 登場人物

### 主要人物
杜崎 拓（もりさき たく）
主人公。性格は純粋。口が軽く、ぶっきらぼうなことも言うが、どちらかと言えば自分からは行動しない守り型の性格。高校卒業後、東京にある大学の芸術学部に進学し、石神井公園駅付近にあるアパートに下宿している。実家は高知市五台山。
武藤 里伽子（むとう りかこ）
ヒロイン。両親の家庭問題で、5年生（高校2年生）の8月に東京から母親の実家のある高知に引っ越してくる。容姿端麗で学業成績ならびにスポーツも優秀だが、人付き合いは苦手。転校生でありながら土佐弁をあからさまにバカにしたり、クラス活動にも参加しないため、友人は小浜裕実一人のみ。松野が想いを寄せる。高校卒業後、地元の高知大学を受験し合格したが、実は密かに東京の女子大を受験し進学していた。東京に戻ってからは豪徳寺駅近辺のアパートで暮らしている。

### 拓の地元の同級生
松野 豊（まつの ゆたか）
拓の親友。密かに里伽子に想いを寄せている。あることがきっかけで拓と絶交状態になっていたが、高校卒業後の夏休みに帰郷した拓と和解した。高校卒業後、京都の大学（アニメ版では「京都の国立大学」）に進学した。
小浜 裕実（こはま ゆみ）
里伽子の唯一の友人。6年生（高校3年生）のクラス替えの際、たまたま席が隣で里伽子と仲良くなった。お嬢様育ちで、周りは里伽子が「女王さま」なのに対してその「侍女」という印象を少なからず受けていた。高校卒業後、神戸の女子大に進学した。のちに「里伽子に利用されていたみたいな感じする」とアサシオに打ち明けている。
山尾 忠志（やまお ただし）
太った体格で郷土が誇る関取の名にちなんで「アサシオ」と綽名されている。裕実に片想いしている。飲兵衛。開業医のひとり息子で、高校卒業後、なりたくもない医者になるために東京の私立医大へ進学し、渋谷区神泉町の父が購入した中古マンションで暮らしている。
清水 明子（しみず あきこ）
拓の高校時代のクラスメイトで、彼曰く典型的なクラス委員長タイプ。とあることでクラスの女子数人が里伽子を吊し上げした際のリーダー的存在。高校時代は里伽子を嫌っていたが、卒業後の夏休みに高知で里伽子と偶然再会し、和解した模様。

### 東京の人々
岡田（おかだ）
東京時代の里伽子のクラスメイト。元恋人でプレイボーイ。里伽子との再会時には、里伽子の友達と付き合っていた。ジャニーズ事務所にスカウトされても不思議ではないハンサムぶりで、拓は「ジャニーズ岡田」と呼称している。
津村 知沙（つむら ちさ）
拓の大学の先輩で長身の美人。彼女に関わったことで、拓は東京で偶然に里伽子と再会することとなる。拓は里伽子と知沙の間で悩まされることになる。
田坂 浩一（たさか こういち）
拓の大学で同学部だが学科が異なる先輩。拓が定期的に通う書店でアルバイトをしている。あることがきっかけで「リハビリ」中にある知沙と付き合いながら彼女を支えている。

## 既刊一覧

### 小説
単行本
- 『海がきこえる』徳間書店、1993年2月、ISBN 4-19-125064-7
- 『海がきこえるII アイがあるから』徳間書店、1995年5月、ISBN 4-19-860287-5

文庫版
- 『海がきこえる』徳間文庫、1999年6月、ISBN 4-19-891130-4
- 『海がきこえる 新装版』徳間文庫[注 6]、2022年7月[10]、ISBN 978-4-19-894759-0
- 『海がきこえるII アイがあるから』徳間文庫、1999年6月、ISBN 4-19-891131-2
- 『海がきこえるII アイがあるから 新装版』徳間文庫、2023年7月、ISBN 978-4-19-894876-4

### 関連書籍

#### アニメ版関連

##### イラスト集
- 氷室冴子・近藤勝也 共著『僕が好きなひとへ 海がきこえるより』徳間書店、1993年5月、ISBN 4-19-555171-4

##### ビジュアルブック
- 『海がきこえる THE VISUAL COLLECTION』株式会社トゥーヴァージンズ、2024年10月、ISBN 978-4-86791-027-6

#### テレビドラマ版関連
- 『海がきこえる COLLECTION』徳間書店、1995年12月、ISBN 4-19-860416-9

## スペシャルアニメ
1993年5月5日にスタジオジブリ制作によるスペシャルアニメが日本テレビほかで放送された。

## テレビドラマ
『海がきこえる〜アイがあるから〜』は、同題の小説を原作としたテレビドラマ。1995年12月25日の月曜日20:00 - 21:48にテレビ朝日系列でクリスマスドラマスペシャルとして放映された。

### 概要
主演には『海がきこえる』のファンで、この作品がテレビドラマ初主演となる武田真治が起用された。小説『海がきこえる』を原作にドラマ化する予定だったが、企画段階で「22歳（放映当時）の武田真治が中高生を演じることに無理がある」ということが問題となった。しかし続編の『海がきこえるII〜アイがあるから〜』が出版されたことにより、そちらの内容をベースに大学進学後の話をメインとすることで解決した。設定は原作とは大きく異なっている。
当時20回目を迎えたホリプロタレントスカウトキャラバン（以下、TSC）で、TSC史上初の試みとなる「コンテスト兼ドラマヒロインの選考」として、里伽子役を公募。TSC史上最多（当時）の応募総数となる43723人が、書類審査を経て約4000人に、さらには地方予選を経て候補者は14人に絞られた。14人は千葉県長生郡一宮町での厳しい合宿を経て、6人が最終候補として残った。そして厳正なる審査の結果、佐藤仁美がグランプリを獲得し、里伽子役に抜擢された。なお、このときの審査員特別賞は新山千春が受賞した。
ロケーションには出演者見たさに多数のギャラリーが殺到し、撮影が思うようにいかないこともあった。
テレビ放映後の1996年にビデオ化（VHS化）されたが、DVD化はされていない。

### あらすじ
東京の大学に進学を決めた拓は、路面電車のホームで友人の松野に「お前な絶対女で苦労するタイプや」と告げられて見送られる。東京での慣れない一人暮らしを送る中、アルバイト先の先輩の田坂に海はどちらの方向かを尋ね、海の存在が感じられないと嘆く。そんなある日、新宿駅のホームで高知大学に行ったはずの里伽子を見かける。慌てて松野に電話をかけると、里伽子が東京の大学に行ったことを知らされ、「知らなかったのはお前だけや」と言われてしまう。高校時代の思い出がよみがえってきて、拓は『電話の向こうから海がきこえた』とつぶやいた。後日、大学でたまたま知り合った知沙に強引にバイトを押し付けられ、松野の「お前は一生女に振り回される」という言葉を思い出す。そしてそのバイト先で偶然里伽子と再会を果たす。

### キャスト
杜崎 拓（もりさき たく）
演 - 武田真治
主人公。高知で生まれ育ったが、里伽子に「いつも傍観者で行動を起こさない」と言われたことで東京の大学に行くことを決意する。
武藤 里伽子（むとう りかこ）
演 - 佐藤仁美
両親の離婚で高3の2学期に東京から母親の実家である高知に転校してきた。母親には高知大学に行くと言っておいて勝手に東京の大学を受験して上京。
津村 知沙（つむら ちさ）
演 - 高岡早紀
拓の大学の先輩。既婚男性と不倫中で、付き合ったり別れたりを繰り返している。
田坂 浩一（たさか こういち）
演 - 袴田吉彦
杜崎のバイト先の先輩。元駅伝の選手で実業団から誘われるほどだったが、怪我で断念。知沙が不倫しているのを知りながら付き合っている。
大沢 正太（おおさわ しょうた）
演 - 石田純一
知沙の不倫相手。
大沢 みのり（おおさわ みのり）
演 - 鈴木保奈美
大沢の妻。画家。
松野 豊（まつの ゆたか）
演 - 林泰文
拓の友人。高知大学に進学し、将来の夢は地元の青年団の団長になること。
神野 美香（じんの みか）
演 - 中村あずさ
里伽子の父親の再婚相手で義理の母。現在妊娠中。里伽子とは表面上は仲良く付き合っている。
杜崎拓の母
演 - 榊原るみ
神野美香の母
演 - 田島令子
大学教授
演 - 栗本慎一郎
シェフ
演 - 大河内浩
その他
小林千香子、高田裕子、石原宏美、新井祐美、松山幸次、嶋村薫、エミリー・バレス、鈴木昭生、工藤和美、小山内雄、三宅正信、土屋貴司、小林直樹、神秀明、大杉真也、栃本光子、山中亜季子、斉藤彩子、平本貴子、吉野響子、上村淑子 ほか

### スタッフ
- 原作 - 氷室冴子（『海がきこえる』、『海がきこえるII〜アイがあるから〜』）
- 脚本 - 岡田惠和
- 音楽 - 長谷部徹
- TD - 末廣健二
- 撮影 - おおいしひろひさ、深野雄一
- 照明 - 生形浩司
- 録音 - 吉田隆
- VE - 香山達也
- 編集 - 石井由美子
- 映像編集 - 白水孝幸
- 選曲 - 合田豊
- 効果 - 橋本正二
- MA - 井上学
- 美術制作 - 上村正三
- デザイン - 荒川淳彦
- 美術進行 - 柴田慎一郎
- 装飾 - 安野正志、高島寿生
- 大道具 - 渡辺修
- 衣裳 - 能澤宏明
- スタイリスト - 扇子大介、齋籐真喜子
- メイク - 稲垣正昭、金具光惠
- 持道具 - 渡辺義子
- 演出補 - 近藤杉雄、小池哲夫
- 制作担当 - 松本洋二
- 製作主任 - 富田幸弘
- 記録 - 磯野友佳恵
- 企画担当 - 井圡隆
- スチール - 谷尚樹
- 広報 - 太田正彦
- タイトルバック - 小林一
- 方言指導 - 澤田誠志
- ロケーションコーディネイト - 安楽匡弘
- プロデューサー - 黒田徹也（テレビ朝日）、森川真行・堀義貴・大健裕介（ホリプロ）
- 演出 - 中野昌宏（テレビ朝日）
- 制作 - テレビ朝日、ホリプロ

### 主題歌
- The Name of Love「Merry Xmasが言いたくて」

### 関連商品

#### 映像ソフト
- VHS『海がきこえる〜アイがあるから〜』（1996年6月21日、徳間ジャパンコミュニケーションズ、型番：TKVO-61160、JAN 4988008117974）